# Lijst van beschermd erfgoed in de gemeente Mondercange
In deze lijst van beschermd erfgoed in de gemeente Mondercange zijn alle geclassificeerde nationale monumenten van de Luxemburgse gemeente Mondercange opgenomen.

## Monumenten per plaats

### Bergem
| Object                                                                      | Bouwjaar/architect | Locatie | Datum beschermd?  | Coördinaten | Afbeelding |
| --------------------------------------------------------------------------- | ------------------ | ------- | ----------------- | ----------- | ---------- |
| Laan met lindebomen naar de weg Rue de Noertzange van de oude molen Lamesch |                    |         | 7 maart 1984 (IS) |             |            |

### Mondercange
| Object                                    | Bouwjaar/architect | Locatie | Datum beschermd?  | Coördinaten | Afbeelding |
| ----------------------------------------- | ------------------ | ------- | ----------------- | ----------- | ---------- |
| Kerk van Mondercange en omliggend kerkhof |                    |         | 31 juli 1968 (MN) |             |            |

## Bron
- Liste des immeubles et objets classés monuments nationaux ou inscrits à l'inventaire supplémentaire